# چاندراموکی
چاندرموکی یا چاندراموکی یکی از شخصیت‌های اصلی رمان بنگالی دیوداس است که توسط سارات چاندرا چاتوپادیای در سال ۱۹۱۷ آفریده شده‌است. شخصیت او از میرا (خواننده عرفانی هندو که زندگی‌اش را به الهه کریشنا فدا کرده بود) الهام گرفته شده‌است؛ چاندراموکی نیز همانگونه زندگی‌اش را به دیوداس فدا کرده است. در رمان و فیلم‌ها از چاندراموکی به عنوان یک فاحشه با قلبی طلایی به تصویر کشیده شده‌است. چاندراموکی به معنای کسی است که چهره‌اش مانند ماه می‌درخشد و زیبا است.

## در رمان

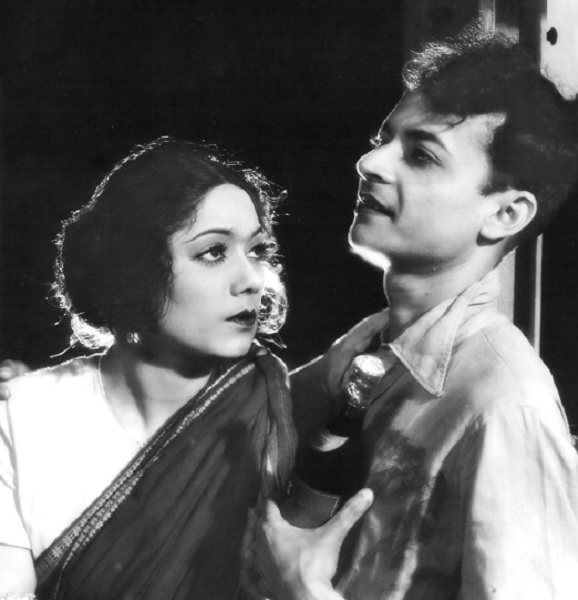
P.C. Barua و Chandrabati Devi در نسخه بنگالی فیلم "دیوداس" (۱۹۳۵)

چاندراموکی یک فاحشه است که در کلکته زندگی می‌کند. او به عنوان زیباترین و ثروتمندترین فاحشه در منطقه چیتپور شناخته شده‌است.
او اولین بار به دیوداس که با قلبی شکسته به کلکته آمده‌است، توسط چونیل (دوست قدیمی دوداس) معرفی می‌شود.
دیوداس که از شغل چاندراموکی متنفر است، به او توهین و فاحشه‌خانهٔ او را ترک می‌کند. چاندراموکی تحت تأثیر نگرش دیوداس قرار می‌گرد و پس از اینکه متوجه عشق دیوداس به پارو می‌شود، عاشق دیوداس می‌شود. چاندراموکی شغلش را به خاطر دیوداس رها می‌کند و سعی می‌کند او را قانع کند تا با وی ازدواج کند، ولی دیوداس به خاطر اینکه زندگی‌اش را به پارو اختصاص داده‌است، علی‌رغم میلش مجبور می‌شود پیشنهاد چاندراموکی را رد کند. در مقابل این، چاندراموکی دیوداس را مجبور نمی‌کند که با او باشد؛ ولی با صبر منتظر او می‌ماند. بعدها چاندراموکی در خانه‌ای گلی که در کنار رود است در روستایی به نام آشتاجهاری ساکن می‌شود تا به نیازمندان کمک کند. بعد از چندین مبارزه، او با دیوداس، که در حال حاضر عشق او را پذیرفته‌است، دوباره ملاقات می‌کند. و بر اساس شایعه‌هایی که در میان مردم هند رواج یافته‌است هنگام خداحافظی دیوداس با چاندراموکی وی باردار بوده و نتوانسته این موضوع را به دیوداس بگوید.

## در فیلم
در بیشتر فیلم‌های دیوداس داستان زندگی چاندراموکی شبیه رمان است، ولی در عین حال در بعضی از فیلم‌ها، فعالیت‌های بشر دوستانهٔ او نشان داده نمی‌شود. بر خلاف رمان، در ورژنی از فیلم دیوداس (دیوداس (فیلم ۱۹۵۵)) به کارگردانی بیمال روی که در سال ۱۹۵۵ اکران شد، یک صحنهٔ دیدار بین چاندراموکی و پارواتی اضافه شد، که پارواتی (سوچیترا سن) با ارابه‌ای به دیدار چاندراموکی می‌آید، در حالی که چاندراموکی (ویجینتی مالا) به پارواتی خیره می‌شود و او را نگاه می‌کند، بدون آنکه بینشان سخنی رد و بدل شود. در این ورژن، صحنهٔ دیدار پارواتی و چاندراموکی، از به یاد ماندنی‌ترین و خاطره انگیزترین صحنه‌های بالیوود است. در فیلم دیوداس (فیلم ۲۰۰۲) به کارگردانی سانجای لیلا بانسالی گسترش رابطهٔ پارواتی و چاندراموکی با آهنگ "Dola Re Dola" نشان داده شد. 